# مرتد (داستان کوتاه)
"مرتد" (Fr. Le renégat) داستان کوتاهی است که در سال ۱۹۵۷ نوشته شده‌است. از آلبر کامو منتشر شده‌است.

## طرح
«مرتد» از  گیج کننده‌ترین داستان‌های کوتاه منتشر شده در تبعید و پادشاهی است. گمان بر آن است که این داستان، تمثیلی باشد. داستان با حرف‌های راوی آغاز می‌شود،از داستان های ابتدایی کامو و گیج کننده. درباره مردی که صحبت نمیکند.

## ترجمهٔ فارسی
این داستان با ترجمهٔ ابوالحسن نجفی در بیست‌ویک داستان از نویسندگان معاصر فرانسه منتشر شده‌است.